# Вацлав III
Ва́цлав III  (6 жовтня 1289 — 4 серпня 1306) — король угорський, король чеський у 1305–1306 роках, король польський (некоронований) у 1305—1306 роках, титулярний король Галичини і Володимерії в 1301–1305 роках (під іменем Ласло V). Вацлав ІІІ був другим сином чеського короля Вацлава II і Гути з династії Габсбургів. Останній чеський король з династії Пржемисловичів.

## Король Угорщини
У 1301 році його батько відмовився від угорської корони на його користь. 27 серпня 1301 року Вацлав був коронований під ім'ям Ладислава V (угорською Ласло). У той момент Угорщина фактично являла собою декілька князівств, і королем його визнали тільки правителі земель, відповідних сучасним Словаччині (Матуш Чак Тренчанський і Аба), Бургенланду і столиці Буди.
1303 року Аба і Чак вирішили перейти на бік Карла I Роберта. Вацлав викликав на допомогу свого батька. Прибувши з Праги з великою армією, батько взяв твердий контроль над Будою, але, оцінивши ситуацію на місці, забрав сина й корону і повернувся до Богемії.
Після смерті батька Вацлав вирішив відмовився від угорської корони на користь Отто III, герцога Нижньої Баварії (6 грудня 1305). 1307 року Отто потрапив у полон і 1308 року зрікся корони на користь Карла I Роберта.

## Король Богемії і Польщі
1306 році Генріх Глоговський відвойовує Велику Польщу, де стає князем.
21 червня 1305 року, готуючи поход на Австрію, у віці 34 років, помер король Богемії та Польщі Вацлав II. Його 15-річний син Вацлав III успадкував Богемську і Польську корону. Однак відразу на ці трони претендентами виступили Альбрехт I Габсбург та Володислав I Локетек.
Молодий король розірвав заручини з Єлизаветою в жовтні 1305, нібито через 4 дні після того, як одружився з Віолою Тешинською. Це був нерівний шлюб, підстави його укладення неясні. Хоча пізніші літописці пишуть, що Вацлав був зачарований красою Віоли, причина шлюбу, ймовірно, полягала і в тому, що Тешинське князівство займало стратегічне положення на шляху з Праги до Кракова. Єлизавета перебувала в цей час в Відні під контролем Габсбургів.
Вацлав III уклав мир з Альбрехтом I, якому поступився частину території (Егерланд, Плісен і Мейсен), але отримав свободу у відстоюванні польської корони. Навесні 1306 Володислав Локетек повернувся з вигнання і на чолі угорських військ зайняв Королівський замок у Кракові. 26 січня 1306 року було укладено перемир'я між Володиславом і Вацлавом «до Святого Михайла» тобто до 29 вересня того ж року.
Молодий король в кінці червня 1306 року розпочав збирати гроші на формування армії. Через деякий час він виїхав з Праги і на початку серпня прибув в Оломоуц. Тут 4 серпня 1306 року він був убитий невідомим вбивцею трьома ударами ножа в груди. Серед замовників вбивства часто згадуються Габсбурги і Владислав I Локетек, які отримали користь від смерти Вацлава III.

## Цікаві факти
Вацлав ІІІ Чеський був титулярним (некоронованим) королем Польщі та королем Галичини і Володимерії (Волині), який прожив найменше — 16 років і 10 місяців.